# Uhu-Brutplätze im Weserbergland
Uhu-Brutplätze im Weserbergland este o arie protejată (arie de protecție specială avifaunistică — SPA) din Germania întinsă pe o suprafață de 1.006 ha, integral pe uscat.

## Localizare
Centrul sitului Uhu-Brutplätze im Weserbergland este situat la coordonatele 52°12′06″N 9°17′13″E / 52.2017°N 9.2869°E.

## Înființare
Situl Uhu-Brutplätze im Weserbergland a fost declarat arie de protecție specială avifaunistică în iunie 2007 pentru a proteja 1 specie de animale.

## Biodiversitate
Situată în ecoregiunea continentală, aria protejată nu include niciun habitat protejat.
La baza desemnării sitului se află o specie protejată de  păsări: buha (Bubo bubo).